# Ambrose Kiapseni
Ambrose Kiapseni MSC (ur. 16 października 1945 na Wyspie Masahet, zm. 20 grudnia 2019 w Kopkop) – melanezyjski duchowny rzymskokatolicki, misjonarz Najświętszego Serca Jezusowego, biskup Kaviengu w latach 1991–2018.

## Biografia
Ambrose Kiapseni urodził się 16 października 1945 na Wyspie Masahet w Nowej Gwinei Australijskiej. 7 stycznia 1975 otrzymał święcenia prezbiteriatu i został kapłanem misjonarzy Najświętszego Serca Jezusowego.
21 stycznia 1991 papież Jan Paweł II mianował go biskupem Kaviengu. 12 maja 1991 w katedrze w Kaviengu przyjął sakrę biskupią z rąk swojego poprzednika, arcybiskupa Rabaulu Karla Hesse MSC. Współkonsekratorami byli biskup Alotau-Sideia Desmond Moore MSC oraz biskup Goroki Michael Marai.
W 2009 decyzją Elżbiety II został kawalerem Orderu św. Michała i św. Jerzego
22 czerwca 2018 papież przyjął jego rezygnację z pełnionego urzędu. Zmarł 20 grudnia 2019 w domu misjonarzy Najświętszego Serca Jezusowego w Kopkop.